# Guillermo La Rosa
Guillermo Claudio La Rosa Laguna (Lima, Perú, 6 de junio de 1954) es un exfutbolista peruano, que jugaba como delantero y fue parte de la selección de fútbol del Perú que obtuvo el tercer lugar en la Copa América de 1979 y jugó en dos ediciones de la Copa Mundial de Fútbol (1978 y 1982). Actualmente tiene 70 años.
Militó en clubes históricos de Perú, Colombia y Ecuador, países donde vistió las camisetas de Atlético Nacional, Liga de Quito, América de Cali y Alianza Lima, con este último club— consiguió ser el máximo goleador de la Copa Libertadores en 1978 anotando 8 goles. En su palmarés logró proclamarse campeón nacional en cuatro oportunidades entre Perú y Colombia, en 1973 con Defensor Lima, en 1978 con Alianza Lima, en 1981 con Atlético Nacional y en 1984 con América de Cali. Su mejor performance la consiguió en Atlético Nacional, anotando 50 goles y siendo considerado uno de los mejores jugadores extranjeros que pasaron por el club verdolaga. También destacó en Liga de Quito anotando 21 goles en 49 partidos.

## Trayectoria
Su primer club fue el Porvenir Miraflores en 1971 donde tuvo como referente a Jorge 'Gato' Vásquez. Al año siguiente con este mismo equipo fue el goleador de la Segunda División, si bien es cierto quedaron en segundo lugar detràs del Chalaco, esa campaña le sirvió para ser llamado a la selección que ganó la medalla de oro en los Juegos Bolivarianos de Panamá, donde fue goleador con 11 tantos en tres partidos.
En 1973 fue contratado por el Defensor Lima, con el que ganó el campeonato nacional de ese año. Luego pasó por Sport Boys y Alianza Lima. En este último club logró un nuevo título en 1978. En esa temporada fue uno de los goleadores de la Copa Libertadores, con Alianza, anotando ocho tantos, y compartiendo el primer lugar con Néstor Leonel Scotta del Deportivo Cali. Jugó además en Colombia por el Atlético Nacional, América de Cali, Deportivo Pereira y Cúcuta Deportivo.
Finalizó su carrera en la Liga de Quito en 1989.

## Selección nacional
Participó en los Juegos Bolivarianos de 1971 donde con 17 anotó 11 goles en 3 partidos
Fue internacional con la selección peruana, hizo su debut ante Brasil reemplazando a Percy Rojas el 1 de mayo de 1978. Fue parte del plantel en Argentina 1978; donde jugó 5 partidos y España 1982, en el que anotó el último gol peruano en mundiales, hasta 2018, contra Polonia. 
Participó también la Copa América de 1979 donde jugó 2 partidos.

### Participaciones en Eliminatorias
| Eliminatorias                    | Selección              | Resultado              | Partidos | Goles | Media goleadora |
| -------------------------------- | ---------------------- | ---------------------- | -------- | ----- | --------------- |
| Eliminatorias Sudamericanas 1982 | Perú                   | (Clasificado)          | 4        | 2     | 0,50            |
| Eliminatorias Sudamericanas 1986 | Perú                   | (No clasificó)         | 2        | 0     | 0,00            |
| Total en Eliminatorias           | Total en Eliminatorias | Total en Eliminatorias | 6        | 2     | 0,33            |

### Participaciones en Copas del Mundo
| Mundial                        | Sede                     | Resultado                | Pj | Goles | Prom. |
| ------------------------------ | ------------------------ | ------------------------ | -- | ----- | ----- |
| Copa Mundial de Fútbol de 1978 | Argentina                | Cuartos de final         | 5  | 0     | 0,00  |
| Copa Mundial de Fútbol de 1982 | España                   | Primera fase             | 3  | 1     | 0,33  |
| Total en Copas del Mundo       | Total en Copas del Mundo | Total en Copas del Mundo | 8  | 1     | 0,13  |

### Participaciones en Copa América
| Copa              | Selección     | Resultado     | Partidos | Goles | Media goleadora |
| ----------------- | ------------- | ------------- | -------- | ----- | --------------- |
| Copa América 1979 | Sin sede fija | Tercer puesto | 2        | 0     | 0,00            |

## Clubes
| Club                | País                | Temporada           | Partidos  | Goles     |
| ------------------- | ------------------- | ------------------- | --------- | --------- |
| Porvenir Miraflores | Perú                | 1971-1972           | Sin datos | Sin datos |
| Defensor Lima       | Perú                | 1973-1975           | 52        | 29        |
| Sport Boys          | Perú                | 1976-1977           | 58        | 26        |
| Alianza Lima        | Perú                | 1978-1979           | 45        | 27        |
| Atlético Nacional   | Colombia            | 1979-1981 / 1983    | 160       | 50        |
| Alianza Lima        | Perú                | 1982                | 17        | 5         |
| América de Cali     | Colombia            | 1984                | 30        | 9         |
| Deportivo Pereira   | Colombia            | 1986                | 29        | 6         |
| Cúcuta Deportivo    | Colombia            | 1987                | 5         | 0         |
| Liga de Quito       | Ecuador             | 1987-1989           | 49        | 21        |
| Total en su carrera | Total en su carrera | Total en su carrera | 445       | 173       |

## Palmarés

### Campeonatos nacionales
| Título           | Club              | País     | Año  |
| ---------------- | ----------------- | -------- | ---- |
| Liga Peruana     | Defensor Lima     | Perú     | 1973 |
| Liga Peruana     | Alianza Lima      | Perú     | 1978 |
| Primera División | Atlético Nacional | Colombia | 1981 |
| Primera División | América de Cali   | Colombia | 1984 |

### Campeonatos internacionales
| Título              | Equipo * | País | Año  |
| ------------------- | -------- | ---- | ---- |
| Juegos Bolivarianos | Perú     | Perú | 1973 |

### Distinciones individuales
| Distinción                                        | Año  |
| ------------------------------------------------- | ---- |
| Máximo goleador de la Copa Libertadores (8 goles) | 1978 |